# Hey Hey Rise Up
Singles de Pink Floyd
Louder than Words
(2014)
Hey Hey Rise Up (écrite également Hey, Hey, Rise Up!) est une chanson de Pink Floyd mise en ligne sur les plateformes de streaming et de téléchargement le 8 avril 2022 en single caritatif contre l’invasion de l'Ukraine par la Russie en 2022 et qui inclut la voix du chanteur et parolier du groupe de rock ukrainien BoomBox, Andriy Khlyvnyuk. Elle est le premier enregistrement inédit de Pink Floyd depuis 2014.

## Historique

### Contexte
En mars 2022, Andriy Khlyvnyuk, membre du groupe rock ukrainien BoomBox, retourne dans son pays au milieu de la tournée américaine de son groupe afin de s'enrôler dans les forces armées à la suite de l'invasion de l'Ukraine par la Russie. Filmé sur la place Sofiyska de Kyiv, devant la cathédrale Sainte-Sophie, portant son arme et vêtu de son uniforme, il chante a cappella la chanson patriotique Oï ou louzi tchervona kalyna (en ukrainien :  Ой у лузі червона калина — « Oh, les baies rouges de viorne dans la prairie »), composée pendant la guerre de 1914 par le poète Stepan Charnetsky (en). La courte vidéo d'une quarantaine de secondes est mise en ligne sur Instagram et devient rapidement virale. 

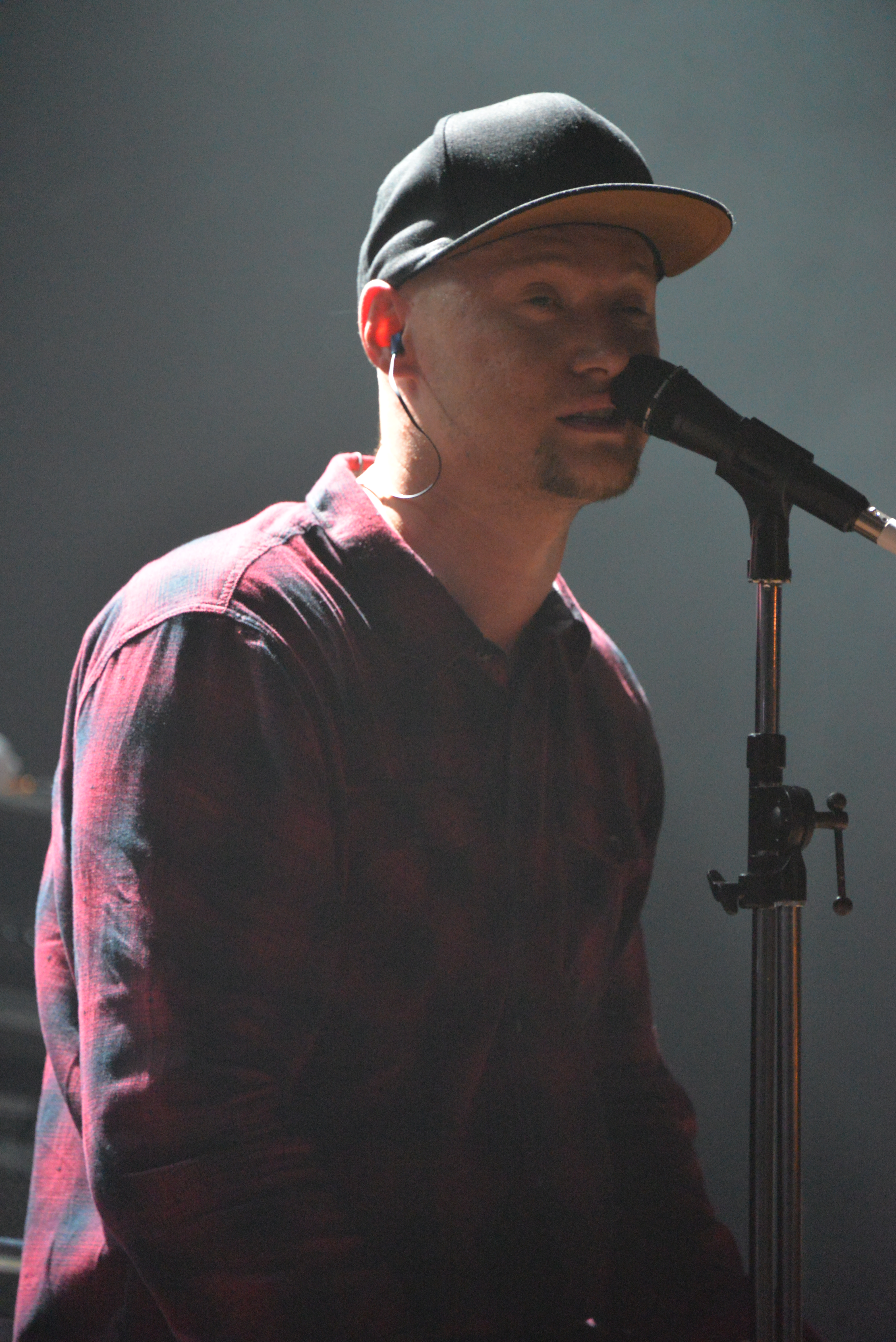
Andriy Khlyvnyuk, du groupe ukrainien BoomBox.

David Gilmour a participé au KOKO de Londres, en 2015, à un concert en soutien au Théâtre libre de Minsk au cours duquel BoomBox l’avait accompagné, privé d’Andriy Khlyvnyuk qui avait des problèmes de visa. Il connaît donc ces musiciens ukrainiens. Au début du conflit, lui qui a une belle-fille et des petits enfants de nationalité ukrainienne, Gilmour prend position contre cette guerre et affirme haut et fort que « Poutine doit partir ». Le 11 mars, il a d'ailleurs coupé l'accès en streaming à la Russie et au Belarus à tout ce que le groupe a enregistré depuis 1987 et à ses albums solo.
Après avoir visionné la vidéo de Andriy Khlyvnyuk, Gilmour propose à Nick Mason, l'autre membre originel toujours associé au groupe, d'utiliser la notoriété de Pink Floyd afin de recueillir des fonds pour aider les victimes du conflit. Ce dernier accepte immédiatement et Gilmour effectue les arrangements autour de l’hymne chanté par le membre de BoomBox. Hey Hey Rise Up! est le premier enregistrement de Pink Floyd depuis The Endless River, sorti en 2014 mais principalement enregistré en 1994, un album hommage au claviériste du groupe, Richard Wright, mort en 2008. Avec cette publication, Gilmour avait annoncé la fin définitive du groupe.
Roger Waters ne participe pas à cet enregistrement. Durant la militarisation des frontières de l'Ukraine, il avait affirmé que c'était inconcevable que la Russie envahisse ce pays voisin. Après cette agression, il a décrit cette invasion comme étant « l'acte d'un gangster ».

### Enregistrement
La chanson est enregistrée le 30 mars 2022 au domicile de David Gilmour avec le batteur Nick Mason, accompagnés à la basse par Guy Pratt et Nitin Sawhney aux claviers. De sa chambre d'hôpital, légèrement blessé à la joue par un éclat d'obus, Andriy Khlyvnyuk a donné son accord afin de publier la chanson lorsque le musicien britannique lui a fait entendre un extrait de sa version,. Son titre est tiré du dernier vers de la chanson : « Hé, hé, lève-toi et réjouis-toi ».
L'enregistrement s'ouvre avec un court extrait de la prestation de Oï ou louzi tchervona kalyna par le chœur folklorique ukrainien Veryovka (en).

### Sortie et accueil
Hey Hey Rise Up est publiée le 8 avril 2022. En moins de 24 heures, le clip est vu sur la plateforme YouTube plus de 3,5 millions de fois pour atteindre 7,5 millions après une semaine. Cette chanson est la première a atteindre la première position du palmarès anglais depuis Another Brick in the Wall en 1979.
La chanson sort en version physique le 15 juillet de la même année sous forme d'un 45 tours vinyle ou en format CD avec, comme seconde chanson, une version retravaillée du titre A Great Day for Freedom tiré de l'album The Division Bell.

## Caractéristiques artistiques

### Concept
L'objectif du single est de répandre un message de paix et d'encourager les Ukrainiens dans leur combat. Tous les bénéfices réalisés seront reversés à des œuvres humanitaires en faveur des forces armées ukrainiennes,.

### Pochette du single
La pochette du single représente un tournesol aux couleurs du drapeau ukrainien, la fleur nationale de l'Ukraine, tiré d'un tableau de l'artiste cubain Yosan Leon,. Ce choix est également une référence directe, à la vidéo qui a fait le tour du monde et dans laquelle, lors des premiers jours de l'invasion, une ukrainienne affronte des soldats russes lourdement armés dans les rues de Genitchesk et leur propose de mettre des graines de tournesol dans leurs poches pour que poussent des tournesols « quand vous serez tous au sol, ici ». On aperçoit cette femme dans le clip à 2:18.
La graphie du nom du groupe a été adapté du design classique de Gerald Scarfe, qu'il avait conçu pour l'album The Wall (1979).[réf. nécessaire] Pour ce single, le lettrage a été teinté de bleu et jaune, les couleurs nationales ukrainiennes.

### Clip
Une vidéo pour la chanson a été réalisée par Mat Whitecross, également le 30 mars, sur un plateau conçu par Janina Pedan. Le clip, précédé d'une courte introduction d'une trentaine de secondes, met en scène des images de guerre et de manifestations, ainsi que la prestation des Pink Floyd et celle de Khlyvnyuk, projetée sur le fond de la scène ou en plein écran. La membrane de la grosse caisse de la batterie de Nick Mason a été recouverte de la reproduction d'une peinture de Maria Primatchenko, une artiste ukrainienne dont plusieurs œuvres ont été détruites lorsque le musée historique et d'histoire locale d'Ivankiv a été incendié par des bombardements russes,.

## Fiche technique

### Titres
| 1. | Hey Hey Rise Up (Pink Floyd featuring Andriy Khlyvnyuk of BoomBox) | 3:26 |
| 2. | A Great Day for Freedom 2022 (Pink Floyd)                          | 4:09 |

### Musiciens
Piste 1
- Andriy Khlyvnyuk - chant (sample depuis son post Instagram)
- David Gilmour – guitare solo, chœurs
- Guy Pratt – basse
- Nitin Sawhney – claviers
- Romany Gilmour – chœurs
- Nick Mason – batterie
- Chœur folklorique ukrainien Veryovka (en) - chorale (sample)

Piste 2
- David Gilmour – chant, guitare solo, claviers
- Richard Wright – piano
- Nick Mason – batterie
- Sam Brown, Claudia Fontaine, Durga McBroom – chœurs
- Jon Carin - programmation
- Michael Kamen - direction de l'orchestre

## Classements et certifications
La chanson atteint, à son entrée, la première place du Official Singles Downloads Chart Top 100 au Royaume-Uni pour la semaine du 15 avril mais glisse à la 33e position la semaine suivante. Elle atteint aussi la première place du Billboard's Rock Digital Song Sales pour la semaine du 23 avril aux États-Unis.

### Classements hebdomadaires
| Classement (2022)                      | Meilleure position |
| -------------------------------------- | ------------------ |
| Allemagne (GfK Entertainment)          | 93                 |
| Canada (Canadian Hot 100)              | 81                 |
| États-Unis (Digital Songs)             | 1                  |
| États-Unis (Rock Digital Song Sales)   | 1                  |
| États-Unis (World Digital Song Sales ) | 1                  |
| (Billboard Global 200)                 | 165                |
| Nouvelle-Zélande (Hot 40 Singles)      | 15                 |
| Royaume-Uni (UK Download Chart)        | 1                  |
| Royaume-Uni (UK Rock Chart)            | 1                  |
| Royaume-Uni (UK Singles Chart)         | 49                 |
| Suisse (Schweizer Hitparade)           | 2                  |